# Spelarföreningen Fotboll i Sverige
Der Spelarföreningen Fotboll i Sverige (häufig abgekürzt SFS) ist eine schwedische Sportlergewerkschaft. Sie vertritt Fußballspieler und -spielerinnen aus Schweden.

## Hintergrund
Die Interessenorganisation gründete sich 1975. Zunächst ehrenamtlich für die Belange der schwedischen Fußballspieler tätig, beschäftigt die Vereinigung insbesondere aufgrund von Unterstützungszahlungen der FIFPro und des Svenska Fotbollförbundet mittlerweile hauptamtliche Mitarbeiter. Hauptaufgabengebiete sind klassische Themen der Arbeitnehmervertretung, insbesondere unterstützt die Organisation bei juristischen und arbeitsrechtlichen Belangen, hilft bei der Karriereplanung sowie bei Versicherungs- oder Ausbildungsfragen.
Der SFS vertritt derzeit zirka 600 Mitglieder, die sich vornehmlich aus der Allsvenskan, der Superettan und der Damallsvenskan rekrutieren, prinzipiell steht die Mitgliedschaft jedoch allen zirka 250.000 registrierten Fußballspielern Schwedens offen. Die Gesellschaft ist Mitglied der FIFPro und steht in engem Kontakt mit weiteren Spielerorganisationen in den nordeuropäischen Ländern. Dabei ist sie in länderübergreifende Projekte etwa gegen Rassismus, aber auch mit der Teilnahme am FIFPro Tournament involviert.